# لاگوندا

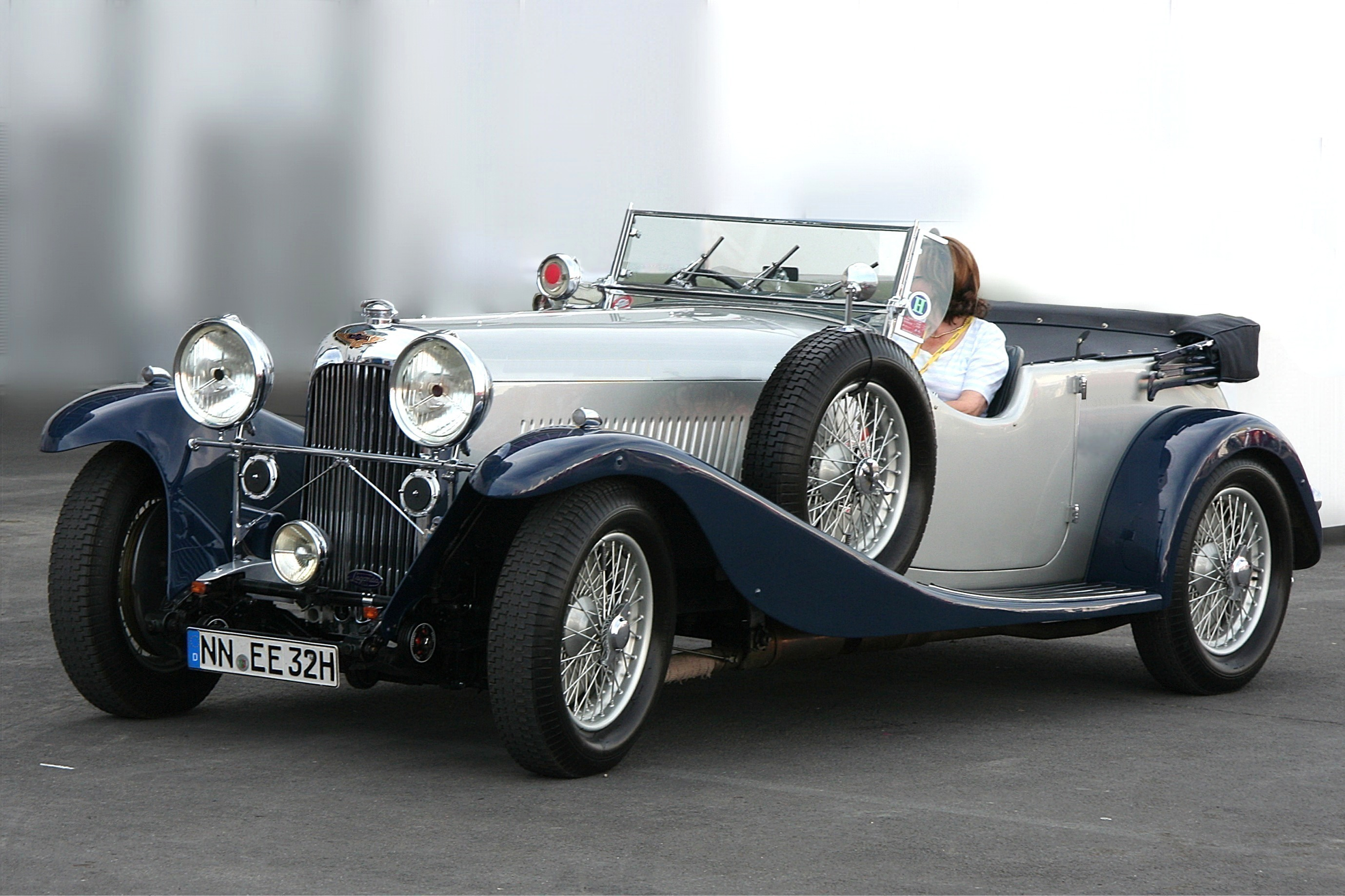
لاگوندا ام۴۵

لاگوندا، (به انگلیسی: Lagonda) شرکت خودروسازی بریتانیایی بود، که در سال ۱۹۰۶ در شهر استاینز تأسیس شد.
این شرکت در سال ۱۹۴۷ توسط کمپانی استون مارتین خریداری شد. آخرین مدل تولید شده که با نام تجاری لاگوندا عرضه شد، خودروی لاگوندا راپیدا بود، که در سال ۱۹۶۱ تولید گردید. پس از آن، تمامی خودروهای تولید شده توسط این شرکت، با نام تجاری استون مارتین عرضه شد، که نخستین مدل آن، آستون مارتین لاگوندا بود و در ۱۹۷۶ تولید شد.